# 패멀라 앤더슨
패멀라 앤더슨(Pamela Denise Anderson, 1967년 7월 1일 ~ )은 캐나다의 배우, 모델, 동물권 운동가이다. 플레이보이 지의 '이 달의 플레이메이트'(1990년 2월)로 선정되며 이름을 알리기 시작했다. 이후 플레이보이 지에 다수 등장하며 인지도를 넓히다, 1991년 드라마 《아빠 뭐하세요》에 출연하면서 방송계에 진출했다. 드라마 《SOS 해상 구조대》(Baywatch)의 주연 C. J. 파커 역을 연기하면서 세계적인 섹스 심벌로 자리매김했다. 2004년 미국 시민권을 취득하였다.

## 출연 작품
- 총알 탄 사나이 (2025)
- 더 라스트쇼걸 (2024)
- 베이워치: SOS 해상 구조대 (2017)
- 은밀한 교육의 비밀 (2017)
- 더 피플 가든 (2016)
- 섹스 스파이 (2014)
- 버논 갓 리틀 (2014)
- 코스타리칸 썸머 (2010)
- 샐러리맨 혈풍룩 (2010)
- 헐리우드 & 와인 (2010)
- 슈퍼히어로 (2008)
- 더 메이킹 오브 '블론드 앤 블론더' (2007)
- 블론드 앤 블론더 (2007)
- 보랏 - 카자흐스탄 킹카의 미국 문화 빨아들이기 (2006)
- 스타와 춤을 (2005)
- 더 레이트 레이트 쇼 위드 크레이그 퍼거슨 (2005)
- 지미 키멜 라이브! (2003)
- 스트리퍼렐라 (2003)
- 베이워치 (2003)
- 무서운 영화 3 (2003)
- 퓨쳐라마 (1999)
- 파멜라 앤더슨의 VIP (1998)
- 바브 와이어 (1996)
- 벌거벗은 영혼들 (1995)
- 쇼걸 (1995)
- 마이애미 캅 (1994)
- 살인 누명 (1994)
- 더 낸니 (1993)
- 스냅드래곤 (1993)
- 란제리 3 (1991)
- 테이킹 베버리힐즈 (1991)
- 아빠 뭐하세요 (1991)
- 란제리 2 (1990)
- SOS 해상 구조대 (1989)
- 못말리는 번디 가족 (1987)
- 크라임 오브 패션 (1984)
- 우리 생애 나날들 (1965)